# Gary Shoefield
Gary Shoefield là nhà sản xuất phim và truyền hình người Anh. Ông được nhiều người biết đến do tham gia vào cảnh quay giả về thi thể người ngoài hành tinh khét tiếng ngay từ đầu với đối tác kinh doanh và bạn thân tên là Ray Santilli. Cặp đôi nam diễn viên Ant & Dec bao gồm Ant McPartlin được Santilli giao đóng vai Shoefield và Declan Donnelly đóng vai chính Santilli trong bộ phim Alien Autopsy của hãng Warner Brothers công chiếu năm năm 2006.
Shoefield còn góp mặt qua nhiều vai trò khác nhau trong những chương trình truyền hình dành cho thiếu nhi, chẳng hạn như Pinky and Perky, Tales of the Riverbank và The Magic Roundabout. Năm 1990, ông hợp tác với nhóm F.A.B. đã có một vài bản hit bằng cách thu âm các đoạn hội thoại trong phim cho đến nhạc điện tử. Họ nổi tiếng với ca khúc Thunderbirds Are Go đạt vị trí thứ 5 trong Top 40 của Vương quốc Anh.
Có lúc Shoefield phụ trách quản lý diễn viên truyền hình Patrick McGoohan và cũng góp phần đưa nhà ngoại cảm tự phong Derek Acorah ra mắt công chúng trên đài truyền hình Anh. Ông từng làm việc cho nhiều công ty nổi bật trong lĩnh vực truyền hình và sản xuất phim như Arista Records, Disney, Warner Bros., PolyGram, EMI và ITV.